# ولادة منزلية
كانت الولادة المنزلية هي الطريقة الوحيدة للولادة حتى الربع الأول من القرن العشرين. فهي أحد أنواع الولادة التي تحدث في محل الإقامة بدلاً من المُستشفى أو مركز الولادة، ويُمكن أن تتم بحضور قابلة أو انتظار الولادة مع وجود خبرة في التصرف مع المواليد في المنزل. كانت الولادة في المنزل هي الوضع الأمثل الذي يُنفذ آنذاك وحتى ظهور الطب الحديث. ومنذ بداية القرن العشرين، انخفضت مُعدلات المواليد في المنازل في معظم البلدان المُتقدمة، وغالبًا ما انخفضت إلى أقل من 1% من جميع الولادات. ومع ذلك، يختلف ذلك بشكل كبير مع وجود مُعدل مواليد أعلى في هولندا مُقارنة بالكثير من البلدان ذات الدخل المرتفع، كما أن المملكة المتحدة لديها مُعدل مواليد موحد يتراوح بين 2-3%. كما انخفض مُعدل وفيات الرضع والأمهات بشكل كبير في الماضي، وتم الإبلاغ عنه في تقرير بيل للحكومة البريطانية لوزارة الصحة لعام 1970. وفي وقت لاحق، حددت النتيجة الوبائية عدم وجود روابط سببية مع التحسن في مُعدلات الوفيات المرتبطة في المقام الأول بالتحسينات في الدخل والصحة العامة. تم تحديد التحليل الذي يتحكم في العوامل الاجتماعية والاقتصادية وإذا كان قد تم التخطيط للولادة والتحضير لها أو إذا لم يتم التخطيط لها أو أنها غير مُراقبة، كانت نتائج الولادة المُخططة في المنزل إيجابية. وعلى الرغم من ذلك، في هذا الوقت، أصبح الرأي القائل بأن الولادة يجب أن تتم في المُستشفى مُتمارسًا أكثر.
يمكن للنساء اللواتي يحصلن على رعاية طبية عالية الجودة أن يخترن الولادة في المنزل لأنهن يُفضلن العلاقة الحميمة في المنزل وتجربة وجود الأسرة حولهن، لتجنب المخاطر المُتعلقة بالولادات في المُستشفى أو الرغبة في تجنب تجربة وجود الطبيب النموذجي والطب الطبيعي للمُستشفى، من بين أسباب أخرى. يمكن للمهنيين الذين يحضرون الولادات في المنزل أن يكونوا أطباء توليد أو قابلات مصدقات أو غير مُعتمدات أو مُساعدة القابلة. في البلدان النامية، حيث قد لا تتمكن المرأة من تحمل تكاليف الرعاية الطبية أو قد لا يكون في متناولها، قد تكون الولادة في المنزل هي الخيار الوحيد المتاح، وقد تكون هناك أمرأة لتساعدها أو لا تساعدها أي قابلة من أي نوع. وفي بعض الحالات، قد تكون الولادة المنزلية غير مُخططة، بسبب عدم الوصول إلى الرعاية أو عدم الوصول إلى مرفق الولادة أو المختارة تسمى غالبًا، الولادة الحرة. يميل هذا الأخير إلى الحدوث للنساء اللواتي يسعين إلى تجنب تكرار تجارب الولادة الصادمة السابقة في المرافق.

## خلفية

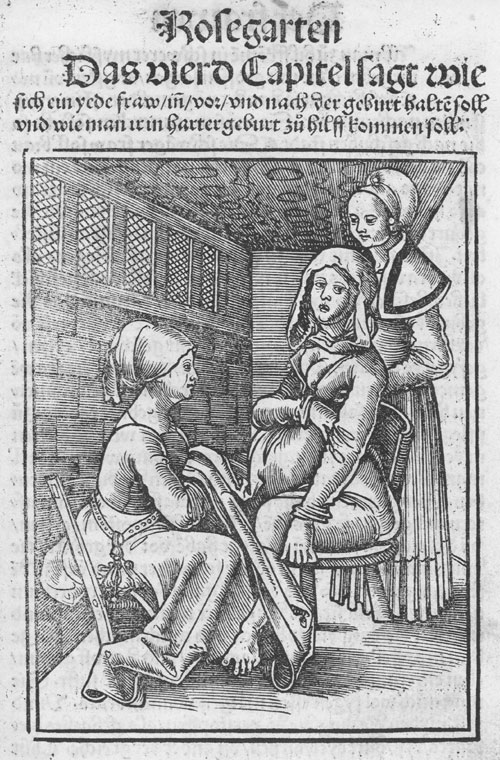
عمل فني لامرأة تلد على كرسي الولادة (1513).

لا تُوجد علاقة بين الولادة الحديثة في المنزل وظهور البنسلينات والهرمون البيبتيدي، الذي له علاقة مُباشرة بعملية الولادة، وتقنيات التوليد الحديثة. وحتى القرن العشرين، كانت المخاطر المُرتبطة بالولادة عالية، حيث كانت ظروف النظافة مُنخفضة وغابت الرقابة في ظل وجود حالات حمل كثيرة ونُدرة معرفة السيدات بمعلومات عن الحمل والولادة. ووفقًا لدراسات عدة، تراوح مُعدل وفيات الأمهات بين 8 و17%، وكان من المُمكن أن يصل إلى 20%. لفترة ليست بالقصيرة، كانت الولادة المنزلية تعتمد على القابلة أو المُمرضة وليس الطبيب، وعلى الرغم من ذلك، لم يكن لديهم وسائل فعالة للمُراقبة قبل المخاض وأثناءه. وأدى عدم استخدام الموجات فوق الصوتية إلى انعدام القدرة على تشخيص حمل التوأم وعسر ولادة الكتف وتدلي الحبل السري قبل جزء المجيء من الجنين أو المشيمة المُنزاحة.

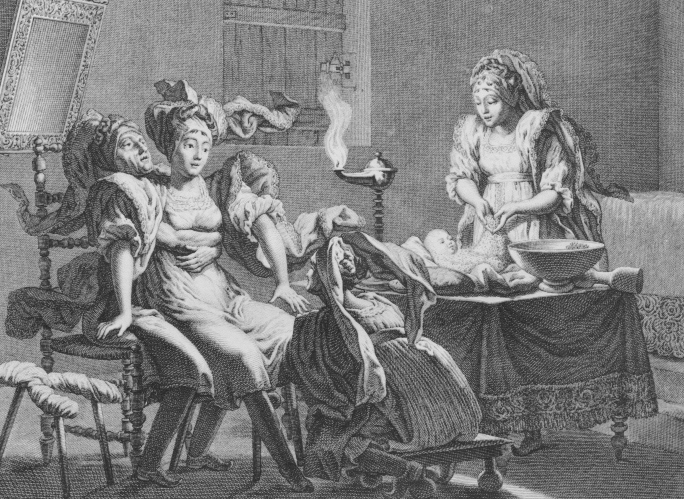
حفر نحاس يُصور عمل امرأة في الأرخبيل اليوناني لسينيني دي مانونكور من كتاب ، عُرضت في باريس عام 1801.

بالإضافة إلى ذلك، كان المُستشفى منذ فترة طويلة موقعًا مُعرضًا للخطر بداع عدوى المُستشفيات التي يُمكن أن تُؤثر على حديثي الولادة؛ إلى أن تغير الوضع خلال القرن التاسع عشر مع اكتشاف الميكروبات والتطهير. وهكذا، اكتشف الطبيب المجري أجناتس سيملفيس أن حمّى النِفاس يُمكن تجنبها نهائيًا عن طريق اللجوء إلى تعقيم اليدين في عيادات التوليد. ويُشار إلى أن حمّى النِفاس كانت مُنتشرة في مُستشفيات مُنتصف القرن التاسع عشر بسبب عمليات التشريح، بالإضافة إلى أنها غالبًا ما تكون مُميتة، بمُعدل وفيات يبلغ 10% ـ 35%. ولقد افترض سيملفيس نظرية الغسيل باستخدام محاليل الجير المكلور في عام 1847 وذلك أثناء عمله في العيادة الأولى للتوليد في مستشفى فيينا العام، حيث كان مُعدل الوفيات في أجنحة الأطباء ثلاثة أضعاف المُعدل في أجنحة القابلات. كما نشر كتابًا عن النتائج التي حصل عليها في علم أسباب الأمراض، مفهوم حمّى النِفاس وكيفية الوقاية منها. وأدت هذه المُلاحظة إلى تطبيق قواعد النظافة بشكل فعال، حيث بدت صورة المُستشفى بمثابة الكيان الحقيقي للرعاية السريرية المُنظمة، وليس بمثابة المقر الأخير. وبالمثل، دعم تطوير التقنيات الطبية واختراع العديد من الأدوات المُستشفيات وجعلها قادرة على تقديم كافة الخدمات الطبية والرعاية الصحية على النحو الأمثل، بما في ذلك التوليد.
خلال النصف الأول من القرن العشرين، كانت بيوت الولادة في المُستشفيات تستقبل المزيد والمزيد من النساء، وليس فقط المحتاجات. واكتسبت عملية الولادة القيصرية سمعة سيئة بسبب المُضادات الحيوية والتخدير. وفي عقد الثلاثينيات، مرت مهنة القابلات بأزمة هوية، قبل أن تُصبح مُؤسسية وتُدمج بالمُستشفيات.وحتى عام 1950، كان لا يزال نسبة 45% من الولادات تتم داخل المنزل. بداية من عقد الخمسينات، شُجعت تشجيع الغالبية العُظمى من النساء في البلدان المُتقدمة على الولادة في المُستشفى. وكانت أسباب هذه الحملة الصحية العامة مُتنوعة وليست كلها ذات طبيعة طبية بحتة؛ فقد ازداد إحجام المُوظفين الطبيين عن هذه المُمارسة في المنزل، بالإضافة إلى خشيتهم نقل حالات الطوارئ إلى المُستشفى. فيما لعبت الأسباب الاجتماعية دورًا آخرًا فيما يخص تغيير نمط الحياة والحداثة ودفاع بعض التيارات النسوية عن هذا الوضع الطبي للولادة، الذي كان يُنظر إليه على أنه استيلاء على جسد المرأة باستخدام التقنية.

## الأنواع

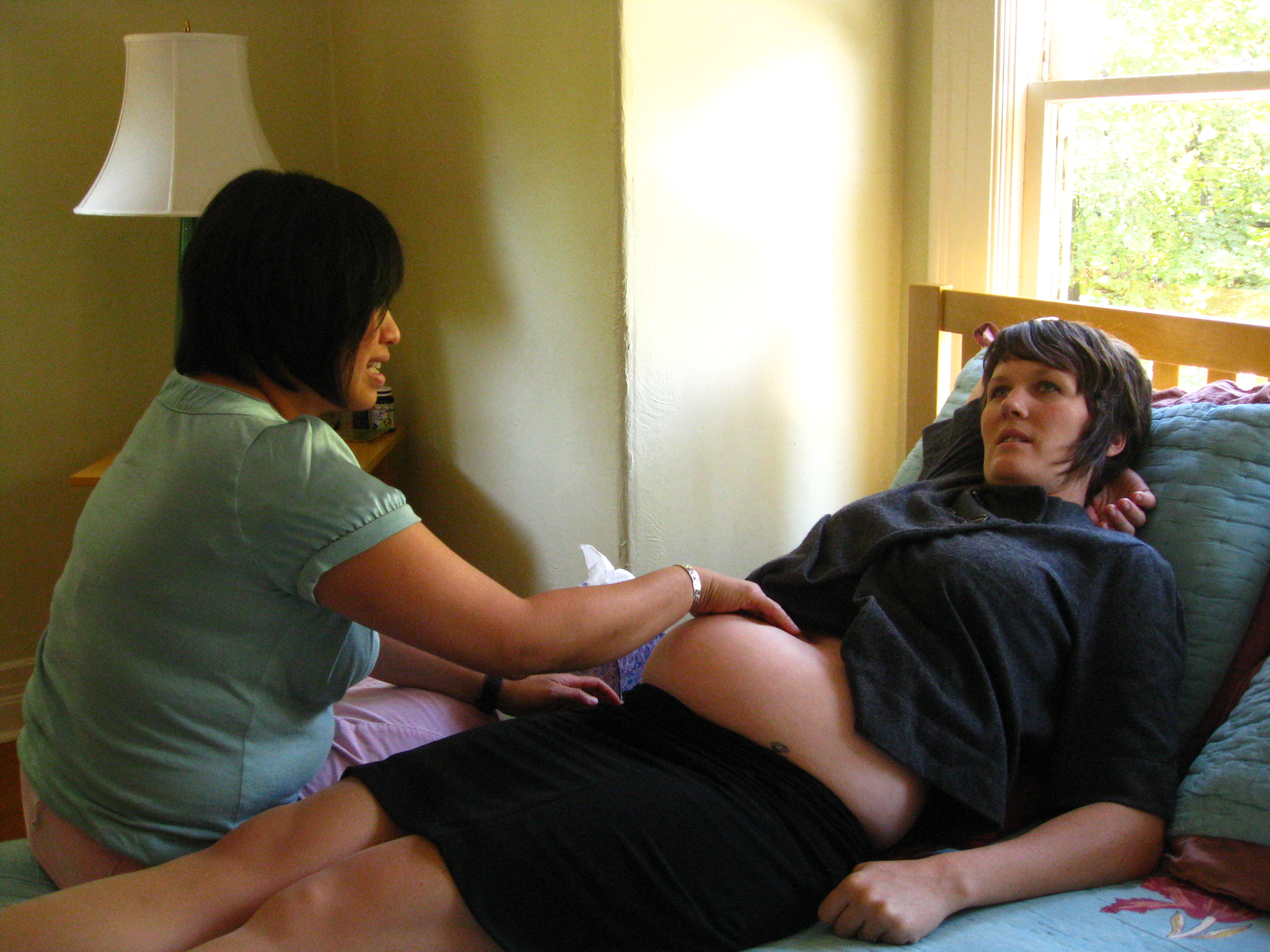
القابلة تحدد عمر الحمل المحتمل للجنين في حوالي الأسبوع السادس والعشرون.

الولادات المنزلية هي إما مُجهزة أو غير مُراقبة أو مُخططة أو غير مُخططة. وتحضر النساء عندما يتم مساعدتهن أثناء الولادة من قبل شخص محترف، وعادة ما تكون قابلة، ونادرًا ما يكون طبيب عام. تسمى النساء غير المدعومات أو اللواتي يحضرهن شخص عادي، ربما زوجاتهم أو عائلاتهم أو أصدقائهم أو غير المتزوجات غير المحترفات، أحيانًا باسم الولادة بدون مُساعدة. الولادة المنزلية المُخططة هي الولادة التي تحدث في المنزل عن طريق النية. الولادة المنزلية، غير المُخطط لها هي التي تحدث في المنزل بالضرورة، ولكن ليس بالنية. تشمل أسباب الولادات المنزلية غير المُخطط لها عدم القدرة على السفر إلى المُستشفى أو مركز الولادة بسبب ظروف خارجة عن سيطرة الأم مثل الطقس أو اعتراض الطرق أو سرعة تطور الولادة.

### العوامل
تختار العديد من النساء الولادة في المنزل كونها تبدو في محيط مألوف بالنسبة إليهن. وتختار أخريات الولادة في المنزل لأنهن لا يحببن المُستشفى أو بيئة مركز الولادة، ولا يحببن خبرة ولادة تتمحور حول الطب، وهن قلقات بشأن تعريض الرضيع لمسببات الأمراض المنقولة بالمُستشفيات أو لا يعجبهن وجود الغرباء عند الولادة. في حين تفضل آخريات الولادة في المنزل لأنهم يشعرون أنها طبيعية أكثر وأقل إرهاقًا. في دراسة نُشرت في دورية القبالة وصحة المرأة، سئلت النساء، لماذا اخترن الولادة المنزلية؟ كانت الأسباب الخمسة الأولى هي السلامة، وتجنب التدخلات الطبية غير الضرورية الشائعة في ولادات المُستشفيات، والتجارب السلبية السابقة في المُستشفى، ومزيد من التحكم، وبيئة مريحة ومألوفة. وجدت إحدى الدراسات أن النساء يُعانين من الألم المُتأصل في الولادة بشكل مُختلف، وأقل سلبًا، في المنزل. في البلدان النامية، حيث قد لا تتمكن المرأة من تحمل تكاليف الرعاية الطبية أو قد لا يكون في مُتناولها، قد تكون الولادة في المنزل هي الخيار الوحيد المتاح، وقد يكون متوفر امرأة تُساعدها أو لا تُساعدها أي مهنية من أي نوع. قد لا تتمكن بعض النساء من الحصول على ولادة آمنة في المنزل، حتى مع القابلات المدربات تدريبًا عاليًا. هناك بعض الحالات الطبية التي يمكن أن تمنع المرأة من التأهل للولادة في المنزل. هذه غالبًا ما تشمل أمراض القلب، وأمراض الكلى، ومرض السكري، وتسمم الحمل، والمشيمة المنزاحة، وانفصال المشيمة، نزف قبل الولادة بعد 20 أسبوعًا من الحمل، والقوباء التناسلية النشطة. قد تُؤدي الولادات القيصرية السابقة في بعض الأحيان إلى منع المرأة من التأهل للولادة في المنزل، ولكن ليس دائمًا. من المهم أن تناقش المرأة ومقدم الرعاية الصحية المخاطر الصحية الفردية قبل التخطيط للولادة في المنزل.

## الاتجاهات

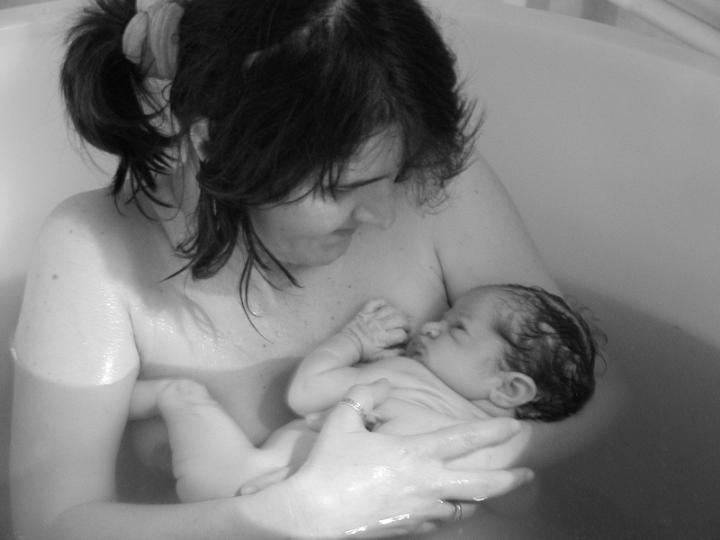
الولادة في الماء في المنزل.

كانت الولادة المنزلية، حتى ظهور الطب الحديث، طريقة التنفيذ الفعلية. في العديد من البلدان المتقدمة، انخفض مُعدل الولادة في المنزل بسرعة خلال القرن العشرين. في الولايات المتحدة كان هناك تحول كبير نحو الولادة في المُستشفى بداية من حوالي عام 1900، عندما كان ما يقرب من 100% من الولادات في المنزل. انخفضت الأسعار إلى 50% في عام 1938 وإلى أقل من 1% في عام 1955. ومنذ عام 2000، أدى التحول إلى الوالدات المنزلية إلى رفع المُعدل من 0.54% في عام 2004 إلى 0.72% في عام 2009. في المملكة المتحدة حدث اتجاه مشابه ولكنه أبطأ مع حوالي 80% من الولادات التي تحدث في المنزل في العشرينات من القرن الماضي و1% فقط في عام 1991. في اليابان، حدث التغيير في مكان الولادة بعد ذلك بكثير، ولكن أسرع بكثير: بلغت نسبة الولادة في المنزل 95%. في عام 1950، ولكن فقط 1.2% في عام 1975. وخلال فترة زمنية مماثلة، انخفض مُعدل وفيات الأمهات أثناء الولادة خلال الفترة من 1900 إلى 1997 من 6 إلى 9 حالات وفاة لكل ألف إلى 0.077 وفاة لكل ألف، بينما انخفض مُعدل وفيات الرضع بين عامي 1915 و1997 من حوالي 100 حالة وفاة لكل ألف مولود إلى 7.2 وفاة لكل ألف.

وصف أحد الأطباء الولادة في دار للطبقة العاملة في العشرينيات من القرن العشرين: 
| ولادة منزلية | تجد سريرًا نام عليه الزوج والزوجة وطفلاً أو طفلين. وغالبًا ما كانت غارقة في البول، والأوراق القذرة، وملابس المريض المتسخة، ولم يكن لديها حمام. بدلا من الضمادات المعقمة لديك بعض الخرق القديمة أو يُسمح بالتصرف في ثوب النوم الذي لم يتغير لعدة أيام. | ولادة منزلية |

تتناقض هذه التجربة مع ولادة مُستشفى في العشرينات تناولها أدولف ويبر: 
| ولادة منزلية | تكمن الأم في غرفة مُعقمة بشكل جيد ومضيئة بضوء الشمس بدون عوائق من خلال نافذة عالية ويمكنك جعلها خفيفة بالتحكم في الكهرباء اليومية أيضًا. إنها مغسولة بشكل جيد وملتفة على ملاءات الكتان وبيضاء لدرجة كون لونها أبيض يسبب العمى... لديك فريق من المساعدين الذين يستجيبون لكل إشارة... فقط أولئك الذين لديهم العناية بالعجان في منزل مثل الكوخ في سرير في الكوخ مع الضوء الخافت والمُساعدة في متناول اليد يمكن أن يدركوا السعادة بهذا. | ولادة منزلية |

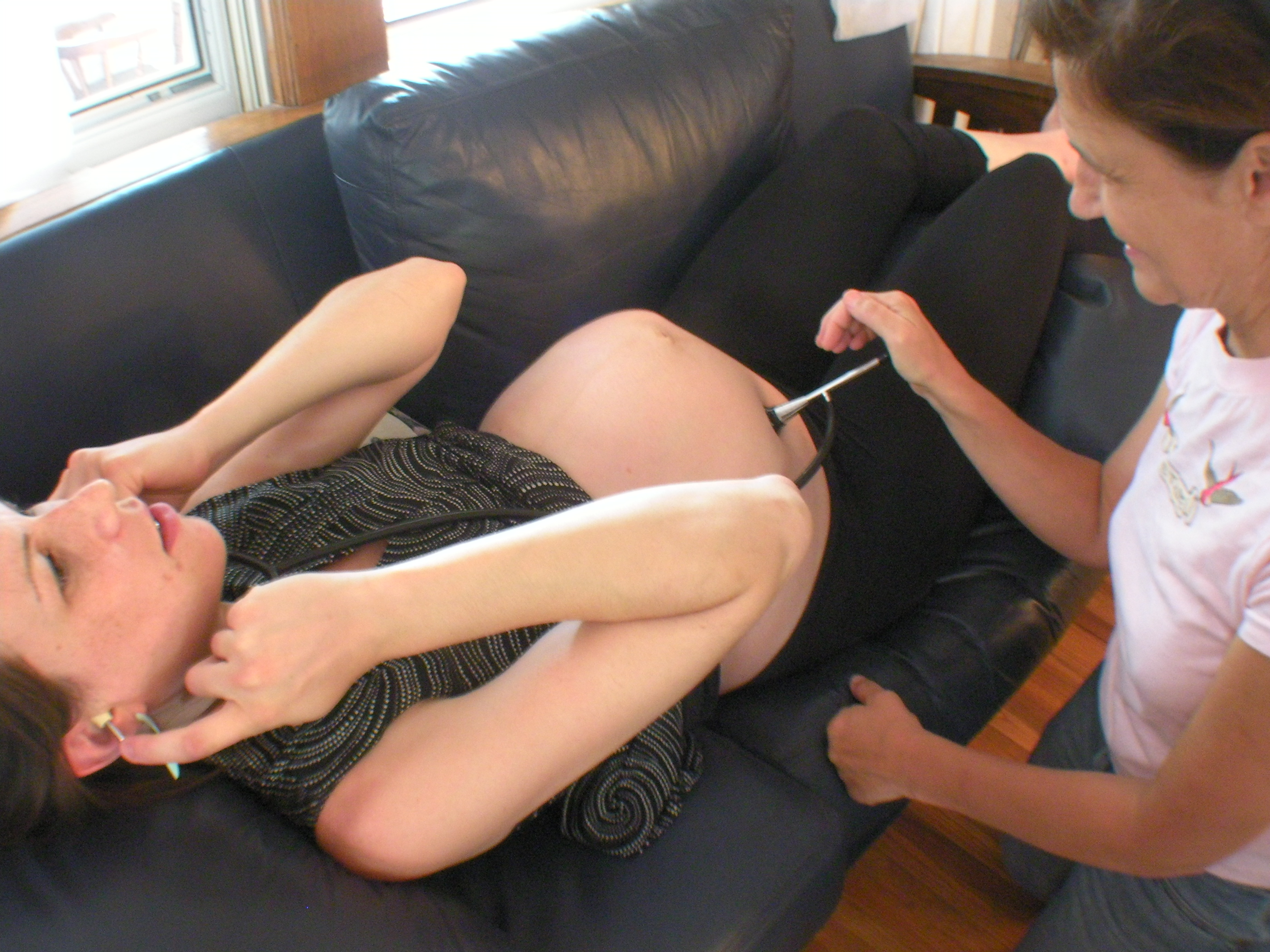
قابلة وامرأة حامل.

تمتعت القبالة، وهي المُمارسة التي تدعم الولادة الطبيعية، بازدهار في الولايات المتحدة خلال السبعينيات. إينا ماي جاسكين على سبيل المثال، في بعض الأحيان تسمى «أم القبالة الموثوقة»  ساعدت في افتتاح مركز القبالة الزراعية في سمرتاون، تينيسي في عام 1971، والذي لا يزال موجودًا حتى الآن. ومع ذلك، على الرغم من أن هناك زيادة حادة في الولادات التي حدثت في الولادة بين عامي 1975 و2002 (من أقل من 1.0% إلى 8.1%)، فإن معظم هذه الولادات حدثت في المُستشفى. ظل مُعدل الولادات خارج المُستشفى في الولايات المتحدة ثابتًا عند 1% من جميع الولادات منذ عام 1989، حيث أظهرت بيانات من عام 2007 أن 27.3% من الولادات المنزلية منذ عام 1989 وقعت في مركز ولادة قائم بذاته و65.4% في محل إقامة. وبالتالي، ظل المُعدل الفعلي للولادة في الولايات المتحدة مُنخفضًا (0.65%) خلال العشرين عامًا السابقة لعام 2007.
كما تلقت الولادة في المملكة المتحدة بعض الضغط منذ عام 2000. كانت هناك حركة، ولا سيما في ويلز، لزيادة مُعدلات الولادة في المنزل إلى 10% بحلول عام 2007. بين عامي 2005 و2006، كانت هناك زيادة بنسبة 16% من الولادة في المنزل في عام 2007، كان مُعدل المواليد في المنازل لا يزال 3% حتى في ويلز (ضعف المُعدل القومي). أشار تقرير صدر في عام 2001 إلى وجود مجموعة واسعة من مُعدلات المواليد في المملكة المتحدة، مع بعض المناطق حوالي 1% وغيرها من أكثر من 20%. في أستراليا، تراجعت نسبة الولادة في المنزل على نحو ثابت على مر السنين وبلغت 0.3% في عام 2008، حيث تراوحت النسبة من 1% في الإقليم الشمالي إلى 0.1% في كوينزلاند. في عام 2004، كان مُعدل المواليد في نيوزيلندا في كان المنزل ما يقرب من ثلاث مرات في أستراليا بمُعدل 2.5% والزيادة.
في هولندا، كان هذا الاتجاه مُختلفًا بعض الشيء عن البلدان الصناعية الأخرى: ففي عام 1965، كان ثلثا الولادات الهولندية يحدث في المنزل، وانخفض هذا الرقم إلى حوالي 20% في عام 2013، وهو ما زال أكبر مما هو عليه في الدول الصناعية الأخرى. يُولد أقل من 1% من الأطفال من كوريا الجنوبية في المنزل.

## دراسات نوعية
أجريت دراسات متعددة بشأن سلامة الولادات في المنزل لكل من الطفل والأم. تختلف الممارسات القياسية ومُتطلبات الترخيص والوصول إلى الرعاية في المُستشفيات في حالات الطوارئ بين البلدان، وفي بلدان مثل الولايات المتحدة، وبين المناطق، مما يجعل من الصعب مقارنة الدراسات عبر الحدود الوطنية. وقد خلصت المراجعة المنهجية والتحليل البعدي في الولايات المتحدة لعام 2014 إلى أن مُعدلات وفيات الأطفال حديثي الولادة كانت ثلاثة أضعاف المواليد في المُستشفيات، ولكن المنهجية خضعت لمراجعة نقدية على أساس إدراج دراسات ذات ضوابط ضعيفة. توصلت دراسة جماعية على مستوى الولايات المتحدة للولادات المُخطط لها في المنزل أو المُستشفى من 2004-2009  إلى أنه لا توجد فروق ذات دلالة في نتائج الفترة المحيطة بالولادة ولكن انخفض مُعدل اعتراض الأمهات اللاتي يخططن للولادة في المنزل.
توصلت دراسة أمريكية عن جميع الولادات المُخططة في أوريغون بين عامي 2012-2013 إلى أن مُعدلات النتائج السلبية في النساء الأقل عرضة للمخاطر مُنخفضة ولكن نسبة الولادات المُخططة في المنزل ترتبط بمُعدل وفيات أعلى في الفترة المحيطة بالولادة وحديثي الولادة بالمقارنة مع الولادة المُخطط لها في المُستشفيات. اعتمدت هذه الدراسة على البيانات الروتينية بأثر رجعي وفشلت في السيطرة على الاختلافات في تقديم الخدمات، مثل القابلات غير المرخصات الذين يحضرن نسبة من الولادات المنزلية وعدم تكامل خدمات القبالة في ولاية أوريغون). وعلى العكس، وجدت دراسة حديثة عن تكامل خدمات القبالة في الولايات المتحدة  أن مُعدلات الوفيات ومُعدلات الولادة المُبكرة أو مُنخفضة الوزن عند الولادة كانت أقل في الولايات ذات خدمات القبالة المُتكاملة، بالإضافة إلى انخفاض مُعدلات التدخل التوليدي وارتفاع مُعدلات الولادة الفسيولوجية. وجدت دراسة أترابية واسعة النطاق لنتائج المواليد المُخططة في المنزل، ومُستشفى التوليد أو إعدادات وحدة القبالة في إنجلترا مُعدلات أقل من التدخل في جميع الإعدادات بقيادة القابلة وليس هناك فروق في نتائج حديثي الولادة السلبية. على الرغم من أن المُعدلات كانت مُنخفضة جدًا بشكل عام، كان هناك خطر مُتزايد من نتائج الفترة المحيطة بالولادة السلبية للولادات الأولى المُخططة في المنزل. تم العثور على نتائج مثالية في هذه الدراسة مع وحدات القبالة القائمة بذاتها، والتي هي وحدات منفصلة عن مُستشفى مع وحدة التوليد، التي تديرها القابلات وتهدف في المقام الأول لرعاية النساء مع حمل صحي. من المُرجح أن ترتبط الاختلافات في نتائج الدراسة بعدم القدرة على تقديم المُساعدة في الوقت المناسب للأمهات مع إجراءات الطوارئ في حالة حدوث مُضاعفات أثناء المخاض في ظروف ذات مستويات مُنخفضة من تكامل الخدمة أو عدم حصول الجميع على الرعاية، وكذلك مع تراخيص مُتنوعة على نطاق واسع ومعايير تدريب القابلات بين الولايات والدول المُختلفة.

## أبحاث السلامة
في عام 2014، عرضت مراجعة شاملة في مجلة الأخلاقيات الطبية من 12 دراسة منشورة سابقا تضم 500000 مولود منزلي مُخطط للنساء ذوات المخاطر المُنخفضة إلى أن مُعدلات وفيات الأطفال حديثي الولادة للولدان في المنزل كانت ثلاثة أضعاف تلك الولادات في المُستشفيات. هذه النتيجة تابعة للكلية الأمريكية لأطباء التوليد وأمراض النساء. نظرًا لخطر أكبر للوفاة في الفترة المحيطة بالولادة، تنصح الكلية النساء اللواتي اللاتي هن في سن مبكر (أكثر من 42 أسبوعًا من الحمل) أو يحملن توأم أو يكن لديهن وضع الجنين الذي تظهر فيه القدمين أو الأرداف أولاً أثناء الولادة بعدم محاولة الولادة في المنزل. وجدت مراجعة مجلة الأخلاقيات الطبية بالإضافة إلى ذلك أن العديد من الدراسات توصلت إلى أن الولادة المنزلية كانت أكثر عرضة للإخفاق في إحراز نتائج حرز أبغار في حديثي الولادة، فضلاً عن التأخير في تشخيص نقص الأكسجة، والحماض، والاختناق. هذا يتناقض مع دراسة مراجعة عام 2007 في المملكة المتحدة من قبل المعهد الوطني للصحة والتفوق السريري (NICE)، وهي منظمة حكومية بريطانية مكرسة لوضع مبادئ توجيهية للتغطية في جميع أنحاء المملكة المتحدة، والتي أعربت عن قلقها لعدم وجود أدلة الجودة في الدراسات التي تقارن المخاطر المحتملة وفوائد بيئات الولادة في المنزل والمشفى في المملكة المتحدة. أشار تقريرهم إلى أن وفيات الفترة المحيطة بالولادة المرتبطة بالولادة كانت مُنخفضة في جميع الأماكن في المملكة المتحدة، ولكن في حالات المُضاعفات التوليدية غير المتوقعة، كان مُعدل الوفيات أعلى بالنسبة للولادات المنزلية بسبب الوقت اللازم لنقل الأم إلى وحدة التوليد.
تشير الأدلة غير المُؤكدة إلى أن وفيات الفترة المُحيطة بالولادة أثناء الولادة بالنسبة للولادات المنزلية المحجوزة، بغض النظر عن مكان ولادتها في نهاية المطاف، هي نفس أو أعلى من الولادات المحجوزة في وحدات التوليد. إذا كانت الفترة المُحيطة بالولادة أعلى، فمن المُرجح أن يكون ذلك في مجموعة النساء اللواتي يُعانين من مُضاعفات أثناء الولادة والذين يحتاجون إلى النقل إلى وحدة التوليد.
عندما تحدث مُضاعفات التوليد غير المتوقعة، سواء للأم أو للرضيع، أثناء المخاض في المنزل، من المُرجح أن تكون نتائج المُضاعفات الخطيرة أقل ملاءمة مما كانت عليه عندما تنشأ نفس المُضاعفات في وحدة التوليد.
كشفت دراسة أجريت في عام 2002 عن الولادات المنزلية المُخططة في ولاية واشنطن أن الولادات المنزلية لديها وظائف أقصر من الولادات في المُستشفيات. في أمريكا الشمالية، وجدت دراسة أجريت في عام 2005 أن حوالي 12 في المائة من النساء اللواتي ينوين الولادة في المنزل يلزم نقلهن إلى المُستشفى لأسباب مثل صعوبة العمل أو تخفيف الآلام. وجد مسح أجري عام 2014 للولادات المنزلية الأمريكية بين عامي 2004 و2010 أن نسبة النساء اللواتي نقلن إلى المُستشفى من الولادة المُخططة في المنزل بعد بدء الولادة إلى 10.9%.
وأشارت كل من مجلة الأخلاقيات الطبية وتقرير نايس إلى أن استخدام العمليات القيصرية كان أقل بالنسبة للنساء اللواتي يلدن في المنزل، وأشار كلاهما إلى دراسة سابقة تحدد أن النساء اللواتي كن يلدن في المنزل قد رضين عن هذه التجربة عند مقارنتهن النساء اللواتي خططن للولادة في المُستشفى.
في عام 2009، تم الإبلاغ عن 500,000 حالة ولادة في المنازل والمُخططات المُخططة مُنخفضة المخاطر في المملكة المتحدة، حيث كان لدى القابلات مُتطلبات ترخيص قوية، وذلك في المجلة البريطانية لأمراض النساء والولادة. ولخصت الدراسة إلى أنه بالنسبة للنساء مُنخفضات المخاطر، لم تكن هناك زيادة في مُعدل وفيات الفترة المحيطة بالولادة، بشرط أن تكون القابلات مدربات تدريبًا جيدًا وكانت هناك سهولة وسرعة في الوصول إلى المُستشفيات. علاوة على ذلك، أشارت الدراسة إلى وجود أدلة على أن «النساء مُنخفضات المخاطر اللواتي يلدن في المنزل المُخطط لهن أقل عرضة للإحالة إلى الرعاية الثانوية والتدخلات التوليدية اللاحقة من تلك اللواتي ولدن في المُستشفى المُخطط لهن». وقد تم انتقاد الدراسة لأسباب عدة، بما في ذلك أن بعض البيانات قد تكون مفقودة وأن النتائج قد لا تكون ممثلة لمجموعات سكانية أخرى.
في عام 2012، أجرت ولاية أوريغون دراسة لجميع الولادات في الولاية خلال العام كجزء من مُناقشة مشروع قانون بشأن مُتطلبات الترخيص للقابلات في الولاية. ووجد الباحثون أن مُعدل وفيات الرضع أثناء الولادة كان 0.6 حالة وفاة لكل ألف ولادة للولادات المُخططة في المُستشفيات، و4.8 حالة وفاة لكل ألف للولادات المُخططة في المنزل. ووجدوا كذلك أن مُعدل الوفيات للمواليد المُخططة في المنزل الذين حضرتهم القابلات المباشرات بلغ 5.6 لكل ألف. ولاحظت الدراسة أن إحصائيات ولاية أوريغون كانت مُختلفة في مناطق أخرى، مثل بريتيش كولومبيا، والتي لديها مُتطلبات مُختلفة للترخيص. لاحظت مراكز السيطرة على الأمراض والوقاية منها بولاية أوريغون أن لديها ثاني أعلى مُعدل للولادات المنزلية في البلاد في عام 2009، بنسبة 1.96% مقارنة بالمُعدل الوطني البالغ 0.72%. وجد مسح أجري عام 2014 لحوالي 17,000 من المواليد المنزليين الذين تم الإبلاغ عنهم طواعية في الولايات المتحدة بين عامي 2004 و2010 أن مُعدل وفيات الرضع عند الولادة يبلغ 1.30 لكل ألف. كانت مُعدلات وفيات حديثي الولادة وحديثي الولادة 0.41 و0.35 في الألف. استبعد المسح الوفيات الوراثية المرتبطة بالشذوذ، وكذلك المواليد حيث يتم نقل الأم إلى المُستشفى قبل بدء العمل.
في أكتوبر 2013، نُشرت أكبر دراسة من هذا النوع في المجلة الأمريكية لأمراض النساء والولادة وتضمنت بيانات عن أكثر من 13 مليون ولادة في الولايات المتحدة، وتقييم عمليات الولادة من قبل الأطباء والقابلات داخل وخارج المُستشفى من 2007 إلى 2010. أشارت الدراسة إلى أن الأطفال الذين يولدون في المنزل أكثر احتمالا بمقدار 10 أضعاف من احتمالية الحصول على درجة حرز أبغار من صفر بعد خمس دقائق، وأربعة أضعاف احتمال حدوث نوبات في الوليد أو اختلال وظيفي عصبي خطير بالمقارنة مع الأطفال الذين يولدون في المُستشفيات. وأظهرت نتائج الدراسة أن خطر درجات حرز أبغار من الصفر يكون أكبر لدى الأطفال الذين يولدون لأول مرة - أي 14 مرة من خطر ولادة المُستشفى. تم تأكيد نتائج الدراسة من خلال تحليل ملفات شهادات الميلاد من المراكز الأمريكية لمكافحة الأمراض والوقاية منها (CDC) والمركز الوطني للإحصاءات الصحية. في ضوء النتائج التي توصلت إليها الدراسة، ذكر الدكتور آموس غرونيباوم، أستاذ التوليد وطب النساء في كلية طب وايل كورنيل والمؤلف الرئيسي للدراسة، أن حجم المخاطر المرتبطة بإيصال المنزل أمر ينذر بالخطر ويستدعي الحاجة إلى الوالدين - معرفة عوامل الخطر. وأضاف مؤلف آخر، وهو الدكتور فرانك تشيرفيناك، أن الدراسة قللت من مخاطر الولادة في المنزل، حيث استخدمت البيانات الولادات المنزلية التي تم فيها نقل الأم إلى المُستشفى أثناء الولادة كوضع في المُستشفى.
عندما يتعلق الأمر بالولادات المنزلية مقابل الولادات في المُستشفيات، ترتبط الولادات المنزلية بقوة بالنتائج السيئة. يوجد مُعدل متزايد من النتائج السلبية للولادات في المنزل على الرغم من انخفاض مُعدل خطر الولادة المنزلية. [...] نؤكد أن المخاطر المتزايدة للنتائج السيئة من تحديد الولادة المنزلية، بغض النظر عن المصاحبة، يكاد يكون من المستحيل حلها عن طريق النقل. ويرجع ذلك إلى أن الوقت الإجمالي للنقل من المنزل إلى المُستشفى لا يمكن تقليصه في الواقع إلى الأوقات المرضية سريريًا لتحسين النتيجة عندما يكون الوقت جوهريًا عندما يحدث تدهور غير متوقع لحالة المريض الجنيني أو المريضة الحامل.

### دراسة التصميم
التجارب المعشاة ذات الشواهد هي المعيار الذهبي لمنهجية البحث فيما يتعلق بتطبيق النتائج على السكان؛ ومع ذلك، فإن تصميم الدراسة هذا غير مُمكن أو أخلاقي لموقع الولادة. وبالتالي، فإن الدراسات الموجودة بالفعل هي دراسات أترابية أجريت بأثر رجعي عن طريق اختيار سجلات المُستشفى وسجلات القابلة. من خلال أزواج مُتطابقين، عن طريق إقران المُشاركين في الدراسة على أساس خصائصهم الخلفية،  في فبراير 2011، حدد الكونغرس الأمريكي لأخصائيي التوليد وأمراض النساء العديد من العوامل التي تجعل الأبحاث الجيدة حول الولادة في المنزل صعبة. وتشمل هذه العوامل الافتقار إلى التوزيع العشوائي والاعتماد على بيانات شهادة الميلاد مع مشاكل التحقق المُتأصلة والتحقق من الاعتماد على تقديم البيانات الطوعية أو الإبلاغ الذاتي وقدرة محدودة على التمييز بين الولادة المُخطط لها وغير المُخطط لها والتغير في المهارة والتدريب والشهادات للولادة وعدم القدرة على حساب النتائج السلبية المُرتبطة بالتحويلات ونقلها بدقة. ولذلك، تحتاج الدراسات النوعية إلى اتخاذ خطوات في تصميمها للتخفيف من هذه المشاكل من أجل تحقيق نتائج ذات معنى.
غالباً ما يكون من الصعب تفسير البيانات المتاحة حول سلامة الولادة المنزلية في البلدان المتقدمة بسبب قضايا مثل اختلاف معايير الولادة المنزلية بين البلدان المُختلفة، ويصعب مقارنتها مع دراسات أخرى بسبب تعاريف مُختلفة للوفيات المحيطة بالولادة. بالإضافة إلى ذلك، من الصعب مقارنة الولادات المنزلية والمُستشفيات لأن اختلافات المخاطر تختلف فقط بين المجموعتين، وفقا لمركز السيطرة على الأمراض: الأشخاص الذين يختارون الولادة في المنزل أكثر عرضة لأن يكونوا أصحاء ويواجهون مخاطر مُنخفضة للمُضاعفات. هناك أيضا اختلافات لا يمكن تحديدها في مرضى الولادة في المنزل، مثل مواقف الأمهات تجاه التدخل الطبي في الولادة.

## قضايا الحماية والترخيص
في حين أن المرأة في البلدان المتقدمة قد تختار وضع طفلها في المنزل أو في مركز الولادة أو في المُستشفى، فإن التغطية الصحية والمسائل القانونية تؤثر على الخيارات المتاحة.

### أستراليا
في أبريل 2007، وسعت حكومة أستراليا الغربية نطاق التغطية للولادة في المنزل في جميع أنحاء الولاية. كما توفر حكومات الولايات الأخرى في أستراليا، بما في ذلك الإقليم الشمالي ونيو ساوث ويلز وجنوب أستراليا، تمويلاً حكوميًا للولادات المنزلية المستقلة والخاصة.
قدمت الميزانية الفيدرالية لعام 2009 أموالًا إضافية إلى مُساعدة طبية لكبار السن للسماح لمزيد من القابلات بالعمل كممارسين خاصين، وتسمح للقابلات بوصف أدوية بموجب جدول مزايا المُساعدة الطبية لكبار السن، ومساعدتهن في تأمين التعويض الطبي. ومع ذلك، فإن هذه الخطة تغطي فقط ولادة المُستشفيات. لا توجد خطط حالية لتوسيع برنامج الرعاية الصحية وبرنامج تمويل PBS إلى خدمات الولادة المنزلية في أستراليا.
اعتبارا من يوليو 2012، يجب على جميع المهنيين الصحيين تقديم دليل على التأمين من المسؤولية.
في مارس 2016، حققت قاضية المحكمة الجنائية فيكتوريا في وفاة كارولين إميلي لوفيل ضد القابلة غاي ديمانويل. كما تمت دعوة كورنر وايت إلى مراجعة تنظيم القابلات الذين يعتنون بالمرأة أثناء الولادة في المنزل، ولكي تنظر أيضًا الحكومة والسلطات الصحية إلى جريمة تمنع ممارسي الصحة غير المسجلين من أخذ المال لحضور الولادات المنزلية.

### كندا
وتختلف التغطية الصحية العامة لخدمات الولادة في المنزل من مقاطعة إلى مقاطعة كما هو الحال في توافر الأطباء والقابلات اللاتي يقدمن خدمات الولادة المنزلية. تغطي مقاطعات أونتاريو، وكولومبيا البريطانية، وساسكاتشوان، ومانيتوبا، وألبيرتا، وكيبيك حاليا خدمات الولادة المنزلية.

ممارسة مهنة القبالة المباشرة كانت غير قانونية في الولايات المبينة هنا باللون الأحمر في عام 2006

### المملكة المتحدة
هناك عدد قليل من المشكلات القانونية مع الولادة المنزلية في المملكة المتحدة. لا يمكن إجبار المرأة على الذهاب إلى المُستشفى. قد يختلف الدعم المقدم من السلطات الصحية المُختلفة التابعة للخدمة الصحية الوطنية، ولكن بشكل عام سوف تغطي هيئة الخدمات الصحية الوطنية الولادات المنزلية - صرح وكيل وزارة الصحة البرلماني للصحة، اللورد فيليب هانت، بارون هانت من ملوك هيث قائلًا "أنتقل إلى مسألة الولادات في المنزل. لقد أدلى اللورد النبيل، اللورد مانكروفت، ببعض الملاحظات المفيدة. كما أفهمها، على الرغم من أن هيئة الخدمات الصحية الوطنية لديها واجب قانوني لتوفير خدمة الولادة، لا يوجد واجب قانوني مماثل لتوفير خدمة الولادة في المنزل إلى كل امرأة تطلب واحد. ومع ذلك، أنا بالتأكيد نأمل أنه عندما ترغب امرأة في الولادة في المنزل، وأنه من المناسب سريريا، فإن الخدمات الصحية الوطنية
تفعل كل ما في وسعها لدعم تلك المرأة في اختيارها للولادة في المنزل ".

### الولايات المتحدة الأمريكية
تقوم 27 ولاية بترخيص أو تنظيم القابلات المباشرات بطريقة ما أو القابلة المهنية المعتمدة (CPM). ولا توجد في الولايات الـ 23 الأخرى قوانين ترخيص، ويمكن اعتقال القابلات الممارسات بسبب ممارسة الطب دون ترخيص. من القانوني في جميع الولايات الـ 50 توظيف ممرضة قانونية معتمدة (CNM)، ممرضات مدربات، على الرغم من أن معظم القابلات المهنيات المُعتمدات يعملن في المُستشفيات.

## الشهيرات اللاتي اخترن الولادة في المنزل
- ألانيس موريسيت (2010).
- أليسن هانيغان (2009- 2012، الولايات المتحدة).
- أني دي فرانكو (2007).
- كاري-آن موس (2005- 2009، كندا).
- سيندي كروفورد[79] (1999- 2000، الولايات المتحدة).
- ديمي مور[79] (1988- 1991- 1994، الولايات المتحدة).
- إيفانجلين ليلي (2011، كندا).
- فيليستي هوفمان (2000- 2002).
- جيزيل بوندشين [79] (2009- 2012، البرازيل).
- جوينيث بالترو[79] (الولايات المتحدة).
- جينيفر كونلي (2011).
- جوليان مور[79] (2002، الولايات المتحدة).
- كيلي بريستون زوجة جون ترافولتا (2000، الولايات المتحدة).
- لورا ديرن (2004، الولايات المتحدة).
- لوسي لوليس (1999، نيوزيلندا).
- ماريا بيلو[79] (2001، الولايات المتحدة).
- ماري لين راجسكوب [79] (2008، الولايات المتحدة).
- ميايم بياليك (2008، الولايات المتحدة).
- ميلورا هاردن (2001- 2005، الولايات المتحدة).
- ميريل ستريب الولايات المتحدة
- ميشيل ألفيس (2011).
- نيللي فرتادو (2003، كندا).
- باميلا أندرسون (1996- 1997، كندا).
- ريكي لايك (2003، الولايات المتحدة).
- باتريشيا أركيت (2011).